# Johannes Sarkany
Johannes Sarkany war ein deutscher Fußballspieler, der im Sturm eingesetzt wurde.

## Karriere
Sarkany gehörte in der Saison 1945/46 dem Kader des FC Bayern München an und kam für ihn in der Oberliga Süd, eine von zunächst drei, später auf fünf erweiterten Oberligen, als einheitlich höchste deutsche Spielklasse, zum Einsatz. Sein einziges Pflichtspiel für die Bayern gab er am 27. Januar 1946 (13. Spieltag) bei der 0:2-Niederlage im Auswärtsspiel gegen die Stuttgarter Kickers. In der Saison 1946/47 absolvierte er zwei Fußballspiele in der Oberliga Süd für den TSV 1860 München.